# Conorbitoides
Conorbitoides es un género de foraminífero bentónico de la subfamilia Pseudorbitoidinae, de la familia Pseudorbitoididae, de la superfamilia Rotalioidea, del suborden Rotaliina y del orden Rotaliida. Su especie tipo es Conorbitoides cristalensis. Su rango cronoestratigráfico abarca desde el Campaniense superior hasta el Maastrichtiense inferior (Cretácico superior).

## Clasificación
Conorbitoides incluye a la siguiente especie:
- Conorbitoides cristalensis †